# Porcellionides almanus
Porcellionides almanus är en kräftdjursart som först beskrevs av Karl Wilhelm Verhoeff1949.  Porcellionides almanus ingår i släktet Porcellionides och familjen Porcellionidae. Inga underarter finns listade i Catalogue of Life.